# Надвірнянський коледж
Надвірнянський коледж — навчальний заклад у Надвірній, створений Постановою Кабінету Міністрів України в жовтні 1999 року на базі Івано-Франківського автотранспортного технікуму та Івано-Франківської лісотехнічної школи.

## Історія
Історія навчального закладу починається з 19 травня 1952 року, коли в м.Надвірній була створена лісотехнічна школа механізації. Вона росла, розвивалась, будувалась, одночасно готуючи кваліфіковані робітничі кадри для України та інших республік Союзу, допоки при ній, не припиняючи навчальний процес, у 1962 році був створений Івано-Франківський індустріальний технікум. Створення на базі школи технікуму та їхнє спільне існування впродовж чотирьох років дозволило збагатити та розвинути навчальну базу, виховати ряд висококваліфікованих кадрів, розвивати навчання зразу в декількох напрямках від кваліфікованого робітника - до керівника виробництва низової ланки.
Днем заснування навчального закладу, правонаступником якого став Надвірнянський коледж, вважається день підписання постанови Ради Міністрів УРСР від 13.06.1962 р. № 654-р.,Розпорядження Ради Міністрів УРСР від 22.06.1962. р. № 951 р.,постанови Ради народного господарства Станіславського економічного адміністративного району  від 05.07.1962 р.№249 Згідно названих документів був організований і розпочав свою діяльність з 01.09.1962 року Івано-Франківський індустріальний технікум. На підставі постанови ЦК КП України і Ради Міністрів УРСР від 20.10.1965 року №1004  Івано-Франківський індустріальний технікум з підпорядкування бувшого Львівського Раднаргоспу  перейшов до відомства Міністерства автомобільного транспорту і шосейних доріг УРСР та був перейменований в Івано-Франківський автомобільно-шляховий технікум.
З поділом Міністерства автомобільного транспорту  і шосейних доріг УРСР на два Міністерства  технікум перейменований в Івано-Франківський автотранспортний технікум і підпорядкований Мінавтотранспорту УРСР.
У 1966 році технікум перейменували в Івано-Франківський автомобільно-шляховий з філіалом в м. Івано-Франківську (де розташовувалось заочне відділення), відокремили від лісотехнічної школи та створили самостійний навчальний заклад, єдиний такого типу в нашому регіоні. В ньому навчалося близько 330 учнів на денному та 150 учнів на заочному відділеннях, працювало 41 штатних та 21 позаштатних викладачів, підготовка велася за такими спеціальностями: «Технічне обслуговування і ремонт автомобілів», «Бухгалтерський облік», «Хімічна технологія нафти і газу», «Експлуатація автомобільного транспорту».
Випускники коледжу отримують диплом державного зразка про вищу освіту з присвоєнням кваліфікації молодшого спеціаліста.
19 травня 1994 року Колегією Міністерства освіти України (протокол №11/3) було затверджено рішення міжгалузевої акредитаційної комісії про внесення технікуму до державного реєстру закладів освіти України і надання ліцензії на право здійснення освітньої діяльності за першим рівнем акредетації. Ліцензований обсяг прийому всановлено у межах 250 чоловік на денній формі навчання і 125 чоловік на заочній формі навчання (філіал).
На підставі рішень МАК від 29 червня 1995 року, протокол № 19, наказ Міносвіти України від 19.07.1995 року № 215,  відповідно до рішення ДАК від 9 грудня 1997 року, протокол №11 навчальний заклад визнано акредетованим за статусом вищого навчального закладу освіти І рівня. Таким чином технікум підтвердив свою здатність готувати фахівців на рівні державних стандартів якості.
Відповідно до постанови Кабінету Міністрів України від 29.10.1999р. №2015 “Про створення Надвірнянського коледжу” та спільного наказу Міністерства освіти і Міністерства промислової політики України № 424/435 від 17 грудня 1999 р. на базі Івано-Франківського автотранспортного технікуму та Івано-Франківської лісотехнічної школи, що ліквідувалися навчальний заклад отримав нове ім'я - Надвірнянський коледж

## Адміністрація
Нагорний Ростислав Васильович – директор Відокремленого структурного підрозділу "Надвірнянський фаховий коледж Національного транспортного університету", закінчив Львівський державний політехнічний інститут з відзнакою за спеціальністю “Автомобільний транспорт”. Призначений на посаду у 1994 році. Очолює раду директорів закладів фахової передвищої освіти Івано-Франківської області.
Скрипник Василь Степанович – заступник директора з навчальної роботи, викладач вищої категорії, кандидат технічних наук.
Наукові інтереси: екологічні проблеми сучасного суспільства. Дисципліни, які викладає: основи екології, основи охорони праці.
Дребот Світлана Дмитрівна – заступник директора з навчально-методичної роботи, спеціаліст вищої категорії, викладач-методист, відмінник освіти України, кандидат економічних наук, автор понад 20 наукових праць.Наукові інтереси: антикризове управління підприємством.
Савчинець Галина Дмитрівна – заступник директора з виховної роботи, спеціаліст вищої категорії, викладач-методист, відмінник освіти України. Проблемне питання: «Формування у студентської молоді прагнення до вивчення і збереження історико-культурної спадщини українського народу».
Грига Людмила Петрівна – завідувач відділенням інформаційних систем,технологій  та будівництва, викладач. Спеціальність: Комп'ютерна схемотехніка та архітектура ПК
Багровецька Ірина Василівна – завідувач автомеханічного відділення, викладач. Спеціаліст вищої категорії, викладач-методист. Спеціальність: економіка підприємств.
Кундис Анатолій Юрійович – завідувач відділення бізнесу та права, викладач. Спеціаліст І категорії. Спеціальність: організація і регулювання дорожнього руху.
Шпинта Ганна Миколаївна – головний бухгалтер.
Білецька Любов Михайлівна – помічник директора з кадрової роботи.

## Відділення
- Автомеханічне (спеціальність АТ),
- Бізнесу, права та транспортних технологій (спеціальності: ТТ, П, Ф, Е, ОП),
- Інформаційних систем, технологій та будівництва (спеціальності: ТБ, ІС, ІТ),
- Навчально-методичний центр профільної середньої освіти,
- Відділення заочної та дистанційної форм навчання.

## Спеціальності
Спеціальність 5.03050401 „Економіка підприємства”
Галузь знань - 0305 "Економіка і підприємництво".
Кваліфікація - молодший спеціаліст з економіки підприємства.
Освітньо-кваліфікаційний рівень - молодший спеціаліст.
Форма навчання - денна
Основні дисципліни циклу професійно-практичної підготовки:
- "Планування та організація діяльності підприємства";
- "Фінансовий облік";
- "Економічний аналіз";
- "Економіка і нормування праці";
- "Управління витратами ".
Професійна назва роботи (посада):
- диспетчер виробництва
- технік з планування
- технік з підготовки виробництва
- технік з праці
- технік з нормування праці
- хронометражист
- ревізор з виробничо-технічних і економічних питань
- помічник керівника підприємства (установи, організації)
- інспектор з цін
Випускники за спеціальністю „Економіка підприємства” готуються для планово-управлінської, фінансової діяльності в галузі економіки на виробництві, у сфері послуг, в управлінні відповідно до фахового спрямування.
Спеціальність 5.03050801 "Фінанси і кредит"
Галузь знань - 0305 "Економіка і підприємництво".
Кваліфікація - молодший спеціаліст з фінансів.
Освітньо-кваліфікаційний рівень - молодший спеціаліст.
Форма навчання - денна, заочна.
Основні дисципліни циклу професійно-практичної підготовки:
- "Банківські операції"
- "Податкова система"
- "Бюджетна система"
- "Фінанси"
- "Бухгалтерський облік і звітність у комерційних банках"
Професійна назва роботи (посада):
- брокер з цінних паперів
- дилер цінних паперів
- маклер біржовий
- агент страховий
- інспектор з організації інкасації та перевезення цінностей
- інспектор кредитний
- інспектор обмінного пункту
- касир-експерт
- інспектор-ревізор
- інспектор
- ревізор
- молодший державний інспектор
- інспектор і з інвентаризації
- інспектор митний
- інспектор з контролю за цінами
- інспектор цін
- інспектор з експорту
Випускники за спеціальністю „Фінанси і кредит” готуються для роботи на підприємствах різних форм власності, в страхових компаніях, бюджетних і податкових органах, аудиторських фірмах, банках.
Спеціальність 5.03050901 "Бухгалтерський облік"
Галузь знань - 0305 "Економіка і підприємництво".
Кваліфікація - бухгалтер.
Освітньо-кваліфікаційний рівень - молодший спеціаліст.
Форма навчання - денна, заочна.
Основні дисципліни циклу професійно-практичної підготовки:
- "Фінансовий облік"
- "Економічний аналіз"
- "Облік і звітність в бюджетних установах"
- "Контроль і ревізія"
- "Податкова система"
Професійна назва роботи (посада):
- бухгалтер
- касир-експерт
- інспектор
- інспектор з інвентаризації
- інспектор ревізор
- ревізор
Випускники за спеціальністю „Бухгалтерський облік” готуються для обліково-економічної роботи в організаціях, підприємствах та установах різних галузей діяльності та всіх форм власності.
Спеціальність 5.07010102 "Організація перевезень і управління на автотранспорті"
Галузь знань- 0701 "Транспорт і транспортна інфраструктура".
Кваліфікація – технік-технолог (механіка).
Освітньо-кваліфікаційний рівень – молодший спеціаліст.
Форма навчання – денна, заочна.
Основні дисципліни циклу професійної і практичної підготовки:
- "Автомобілі";
- "Організація вантажних перевезень";
- "Організація пасажирських перевезень";
- "Транспортне право";
- "Транспортно-експедиційна та митно-брокерська діяльність";
- "Комерційна робота та зовнішньоекономічна діяльність на транспорті".
Галузі діяльності:
пасажирські і вантажні перевезення, міський транспорт, наземні транспортні інфраструктури, транспортні агентства тощо.
Перспектива працевлаштування:
автотранспортні підприємства, експедиційні агентства, дорожньо - патрульна служба, митні органи, малий бізнес.
Первинні посади:
диспетчер, технік з обліку, ревізор, декларант експорту та імпорту товарів, технік – організатор міжнародних перевезень, технік відділу безпеки руху.

Пріоритетним напрямком економічного і соціального розвитку Івано-Франківської області є розвиток транспорту і транспортної інфраструктури зокрема, збалансований розвиток всіх видів транспорту, розвиток міських транспортних систем. В останні роки зростає потреба у фахівцях з організації перевезень і управління на автотранспорті, оскільки на цей вид транспорту припадає найбільша частка ринку послуг Івано-Франківської області з перевезення вантажів та пасажирів (близько 80% загального обсягу).

Спеціальність 5.06010109 "Будівництво, експлуатація і ремонт автомобільних доріг і аеродромів"
Галузь знань 0601 "Будівництво та архітектура."
Кваліфікація – "технік-будівельник" (дорожнє будівництво).
Освітньо-кваліфікаційний рівень – молодший спеціаліст.
Форма навчання – денна.
Основні дисципліни циклу професійної і практичної підготовки:
- "Будівництво автомобільних доріг і аеродромів";
- "Вишукування і проектування автомобільних доріг і аеродромів";
- "Дорожньо-будівельні матеріали";
- "Геологія";
- "Геодезія".
Галузі діяльності:
будівництво автомагістралей, доріг, вулиць, злітно-посадкових смуг на аеродромах.
Первинні посади:
майстер з будівництва, експлуатації і ремонту автомобільних доріг; майстер виробничих підприємств; майстер з будівництва штучних споруд; технік проектувальник тощо.

Розвиток туристичного комплексу Карпатського регіону, реалізація програм розвитку дорожнього господарства України з метою підвищення соціального рівня життя населення, особливо в сільській місцевості та гірських регіонах, створення на дорогах умов безпеки руху та сучасних елементів дорожнього сервісу, зменшення збитків через незадовільні дорожні умови – все це потребує підготовки висококваліфікованих фахівців, здатних до прийняття самостійних рішень, оволодіння сучасним обладнанням, новими прогресивними технологіями, до виконання професійних функцій без тривалої адаптації на робочих місцях.

Спеціальність 5.07010602 "Обслуговування та ремонт автомобілів і двигунів"
Галузь знань – "Транспорт і транспортна інфраструктура".
Кваліфікація – механік.
Освітньо-кваліфікаційний рівень – молодший спеціаліст.
Форма навчання – денна, заочна.
Основні дисципліни циклу професійної і практичної підготовки:
- "Технічна експлуатація автомобілів";
- "Основи технології ремонту автомобілів";
- "Правила і безпека дорожнього руху";
- "Теорія і конструкція автомобілів";
- "Електрообладнання автомобілів".
Галузі діяльності:
торгівля транспортними засобами та їх ремонт, технічне обслуговування та ремонт автомобілів, виробництво автомобілів тощо.
Перспектива працевлаштування:
автотранспортні підприємства, підприємства автосервісу, малий бізнес, дорожньо - патрульна служба, ДПС (ДАІ).
Первинні посади:
майстер, завідувач гаража, майстер зміни; механік дільниці, цеху, виробництва; інспектор з безпеки руху; водій-випробувач; директор малого підприємства тощо.
Інтенсивний розвиток автомобільної промисловості привів до швидкого росту парку легкових автомобілів, відповідно до збільшення кількості СТО та розширення якості їх послуг. Сучасні СТО, обладнані засобами діагностики технічного стану автомобілів, та пристроями для їх обслуговування мають потребу у професійно-компетентних виробничих кадрах, що формує попит на висококваліфікованих фахівців даного напрямку.
Спеціальність 5.03040101 «Правознавство»
Галузь знань - 0304 "Право"
Освітньо – кваліфікаційний рівень - молодший спеціаліст
Форма навчання - денна, заочна
Кваліфікація - молодший спеціаліст з права
Основні дисципліни професійно – практичної підготовки:
- "Конституційне право України";
- "Адміністративне право";
- "Цивільне і сімейне право";
- "Цивільний процес";
- "Трудове право";
- "Кримінальне право";
- "Кримінальний процес";
- "Діловодство в юридичній практиці”
Професійна назва роботи:
- фахівець з питань зайнятості - секретар судового засідання
- помічник судді господарського суду - секретар суду
- юрисконсульт - секретар колегії судової
- радник - державний виконавець
- архіваріус - судовий розпорядник
- інспектор з кадрів - інспектор митниць
- секретар правління - державний податковий інспектор
Галузь і види економічної діяльності: послуги юридичним особам, діяльність у сфері права, нотаріальна діяльність(помічників нотаріусів), слідча діяльність та забезпечення безпеки, державне управління, юстиція, діяльність суддів, діяльність системи з виконання покарань, охорона та забезпечення громадського порядку та безпеки, управління та нагляд у сфері оподаткування, обов’язкове соціальне страхування, діяльність органів прокуратури.
Спеціальність 5.02010501 "Діловодство"
Галузь знань - 0201 «Культура»
Напрям підготовки - 6. 020105 «Документознавство та інформаційна діяльність»
Кваліфікація - організатор діловодства
Освітньо-кваліфікаційний рівень – молодший спеціаліст
Основні дисципліни циклу професійної і практичної підготовки:
- «Діловодство»;
- «Стилістика ділового мовлення»;
- «Діловий документ»;
- «Інформаційні системи і мережі»;
- «Документознавство».
Галузі діяльності : професійна діяльність з організації і забезпечення діловодств, документаційного та інформаційного обслуговування управлінської діяльності, робота у виробничих і невиробничих сферах, на підприємствах різних галузей, в організаціях, установах усіх форм власності, науково-дослідних інститутах, архівних установах.
Перспективи працевлаштування: сфера державного управління та місцевого самоврядування, туристичні та рекламні фірми, підприємства сфери послуг, інформаційно-аналітичні агентства.
Популярність підготовки фахівців зі спеціальності „Діловодство” в Україні невпинно зростає. Відкриття спеціальності стало зворотною реакцією на процеси, що відбулись в соціально-комунікативній сфери країни: активний розвиток систем зв’язку, телекомунікацій, створення інформаційного системно-мережевого простору. В сучасних установах діловодство стає високотехнологічним виробничим процесом, системою організаційного, інформаційного, аналітичного, правового, ретроспективного та прогнозного забезпечення її функціонування, документування управлінської інформації й організації обігу службових документів, в т.ч. електронних. Воно об’єктивно виділяється у високооплачуваний вид професійної діяльності, отримує відповідне технологічне й організаційне оформлення.